# Київський медичний інститут
Київський медичний інститут — вищий медичний навчальний заклад, який існував у 1920—1992 роках. Медичний інститут було створено владою УСРР на базі медичного факультету Київського університету, медичного факультету Українського державного університету й Жіночого медичного інституту 1920 року з метою посилення підготовки лікарів. Він був найбільшим медичним навчальним закладом Києва. На початку 1930-х років з нього були практично повністю вичищені науковці та лікарі, прибічники українського національного відродження. Під час німецько-радянської війни основна частина університету була евакуйована до Челябінська, а в Києві короткочасно існував медінститут під контролем німецької адміністрації. З 1944 року Київський медичний інститут відновив свою роботу в Києві, поступово збільшуючи кількість факультетів та студентів, які на них навчалися. У незалежній Україні перетворений на Національний медичний університет імені О. О. Богомольця.

## Історія

### Передумови створення
У період на 1917—1919 роки в Києві існувало три вищих медичних заклади, які готували лікарів. Окрім Медичного факультету Університету святого Володимира, що існував з 1841 року, в серпні 1918 року гетьманом Павлом Скоропадським був створений медичний факультет Київського українського державного університету, де викладання відбувалося українською мовою. У 1915 році на основі медичного відділення Вищих жіночих курсів було створено Київський жіночий медичний інститут. У зв'язку з об'єднанням більшовиками в липні 1919 року Університету святого Володимира й Українського державного університету, було об'єднано й обидва медичні факультети, але збережено паралельно наявність двох лектур: української та російської.

### Перші роки

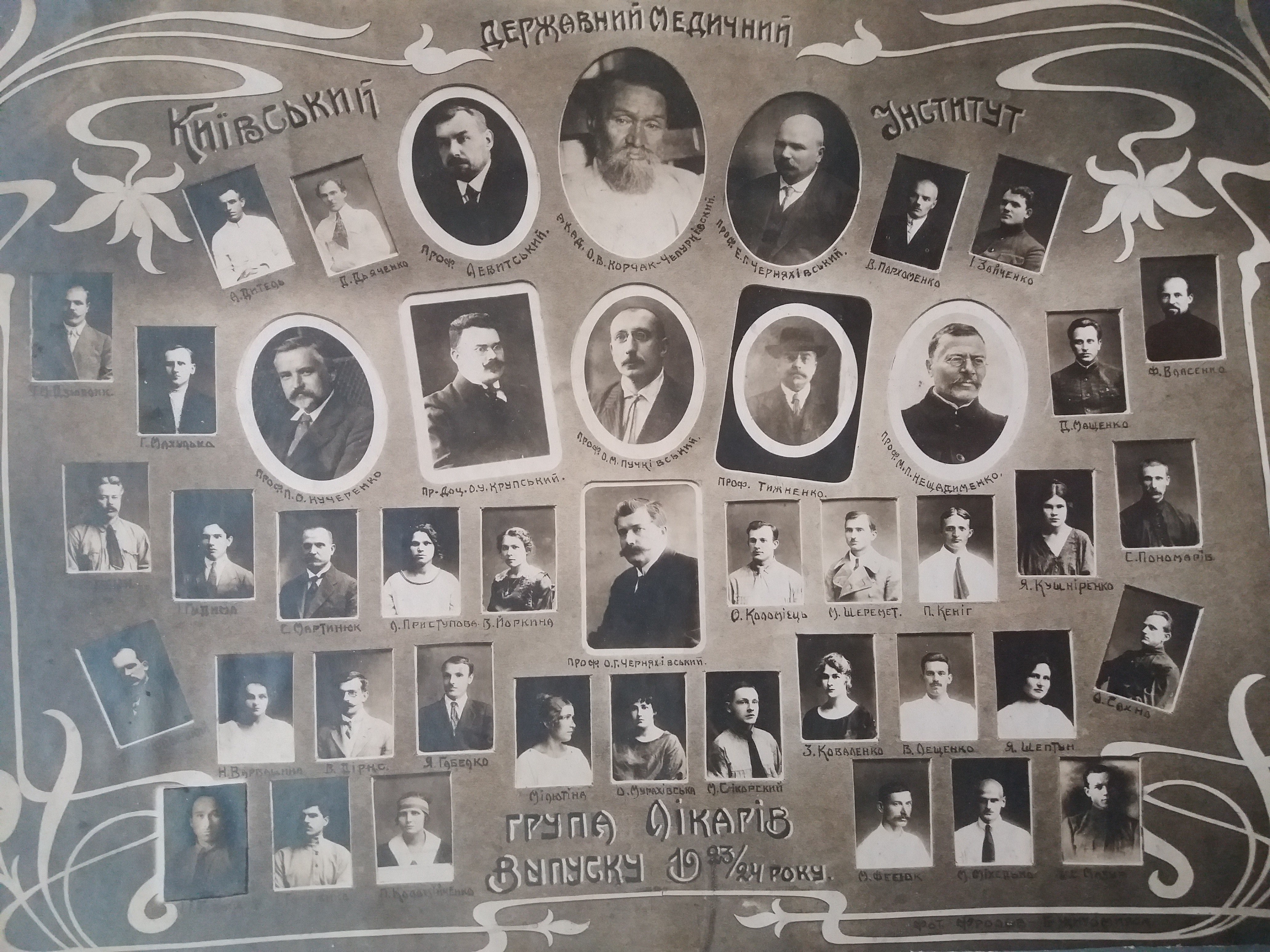
Одна з груп Київського медичного інституту випуску 1924 року. Серед викладачів Овксентій Корчак-Чепурківський, Павло Кучеренко, Олександр Черняхівський, Олександр Пучківський, Олександр Крупський, Олександр Тижненко, Євген Черняхівський, Михайло Левитський, Марко Нещадименко

У березні 1920 року вийшов наказ Управління вищої школи Києва про об'єднання Медичного факультету Київського університету (обидвох лектур) з Жіночим медичним інститутом в Інститут охорони здоров'я, який було остаточно створено в липні-серпні 1920 року. У жовтні того ж року до новоствореного інституту було приєднано в статусі факультету Одонтологічний інститут, а вже в січні 1921 року установу перейменували на Київську державну медичну академію. У грудні академію знову перейменували на Київський медичний інститут.

### Довоєнний період
У результаті механічного об'єднання трьох медичних навчальних закладів у КМІ утворилося по 2-3 кафедри одного напряму. Якщо кафедри жіночого медінституту приєднувалися відносно швидко, то кафедри медичного факультету Університету святого Володимира й Українського державного університету тривалий час існували паралельно в вигляді «російської» та «української» лектури. Процес об'єднання кафедр завершився у 1924-1925 роках, але протистояння між українськими та дореволюційними російськими професорами тривало й надалі. Цей конфлікт використали комуністи та органи ОДПУ з метою ліквідації осередка українських та інших «неблагонадійних» професорів та викладачів. Унаслідок справи СВУ та низки інших з Київського медінституту були звільнені численні викладачі, багато з яких були ув'язнені чи вислані з Києва.
У 1936 році за клопотанням професорів Київського державного медичного інституту йому було присвоєно ім'я першого секретаря ЦК КП(б)У С. В. Косіора. Проте після звільнення та арешту Косіора в травні 1938 року медичний інститут втратив його ім'я.
У 1936-1941 році в Києві паралельно існував 2-й Київський державний медичний інститут, перетворений з Київського виробничо-медичного інституту, організованого 1931 року на базі Першої київської робітничої лікарні. Під час німецько-радянської війни обидва інститути були евакуйовані до Челябінська та об'єднані. Після війни значна частина колективу 2-го Київського державного медичного інституту переїхала до Чернівців, де був створений Чернівецький державний медичний інститут.

### Під час Другої світової війни
Основний склад професорів Київського медичного інституту з початком німецько-радянської війни був евакуйований до Харкова, а невдовзі до Челябінська. Частина викладачів, утім, залишилися в окупованому Києві. 

#### Евакуація
Київський медичний інститут у липні було евакуйовано до Харкова, де об'єднано з Другим київським медичним інститутом, Вінницьким, Одеським, Дніпропетровським медичним інститутами. Сумарно в об'єднаному Українському медичному інституті у вересні зібралося близько 1200 студентів. Утім, через наближення фронту інститут евакуювали далі, до Челябінська. У жовтні там розпочали навчання всього 242 студенти.

#### Німецька окупація
19 вересня 1941 року німецькі війська зайняли Київ. На початку жовтня силами ОУН (м) в місті була заснована Українська Національна Рада в Києві під керівництвом Миколи Величківського, яка розпочала розбудову українського життя, зокрема й медичного. УНРада створила «Товариство друзів швидкої медичної допомоги», було відновлено діяльність Київського туберкульозного інституту (директор Василь Плющ), Київського рентгенологічного інституту (директор — О. Бобрецька), Ортопедичного інституту, 1-ї Київської фельдшерсько-акушерської школи, створено Київський інститут клінічної хірургії та Українську лікарську палату. За цих умов, попри плани нацистської адміністрації заборонити заклади вищої освіти для українців, патологоанатом Борис Кучеренко та хірург Олексій Лазуренко звернулися до окупаційної влади з клопотанням про відкриття медичного інституту. Через загрозу поширення епідемій, німці погодилися на відкриття інституту.
Директором медичного інституту став Лазуренко, його заступниками — Борис Кучеренко та Михайло Венцківський. У жовтні 1941 року розпочали навчання студенти 4-го та 5-го курсу, у січні 1942 року — 2-го та 3-го курсу, сумарне число студентів досягло 556. 1 лютого 1942 року розпочалися приймальні екзамени на перший курс. Відкрито було лікувальний, стоматологічний та фармацевтичний факультети.
Кафедри відновленого інституту очолили Микола Вашетко (патофізіології), Данило Воронцов (фізіології), Олексій Івакін (нормальної анатомії), Віктор Лисовецький (патологічної анатомії), Григорій Шкавера (фармакології), Леонід Гіренко (отоларингології), Сергій Ручківський (епідеміології), Ганна Мар'яшева (мікробіології), Костянтин Добровольський (гігієни), Олександр Тижненко (дерматовенерології), Михайло Левитський (офтальмології), Марко Нещадименко (мікробіології), Іван Корхов (шпитальної терапії), Анатолій Зюков (інфекційних хвороб, пропедевтики терапії), Олексій Богаєвський (рентгенології). Також в спеціальних клініках працювали Михайло Венцківський (акушерство і гінекологія), Іван Студзинський (хірургія), Володимир Селецький (неврологія), Борис Падалка (інфекційні хвороби), Іван Базилевич (терапія). Серед викладачів були Федір Богатирчук, Сергій Богданович, Володимир Солнцев, Сергій Томилін тощо.
Проте вже в березні-квітні 1942 року розпочалися нацистські репресії проти Київського медичного інституту. Лазуренко й Кучеренко були заарештовані, а пізніше розстріляні. Директором медінституту у квітні став Р. Скуренко. Випускні екзамени відбулися в червні-липні, дипломи отримали 90 випускників. У серпні відбулися приймальні іспити, загальне число студентів досягло 750 осіб. Утім 1 листопада 1942 року Київський медінститут був закритий німецькою адміністрацією. На його місці мав бути створений «Полімедикум», який, імовірно, був лише підставою для виловлення студентів і відправлення їх на роботи до Німеччини.
Внаслідок окупації колектив медінституту поніс значні втрати. Загинули Борис Кучеренко, Олексій Лазуренко, померли Олексій Івакін, Михайло Левитський, емігрували Іван Базилевич, Володимир Солнцев, Федір Богатирчук, Олексій Богаєвський. До інституту не повернулися працювати Данило Воронцов, Михайло Венцківський.

### Післявоєнний період
У 1944 році КМІ отримав Орден Трудового Червоного Прапора. У 1946 році після смерті академіка Олександра Богомольця Київському медичному інституту було присвоєно його ім'я.
Станом на 1978 рік у складі Київського медичного інституту було 67 кафедр, клінічні кафедри мали  близько 7800 ліжок. Викладацький склад складав 885 осіб, зокрема 102 доктори наук, 541 кандидат наук, 10 заслужених діячів науки та 5 членів-кореспондентів АМН СРСР і АН УРСР (Василь Братусь, Микола Зазибін, Олександр Грицюк, Микола Зайко, Гайк Шахбазян).
У 1980 році інститут складався з 4 факультетів: лікувального, педіатричного, санітарно-гігієнічного, стоматологічного. Також у складі КМІ існували факультет удосконалення викладачів медичних вишів СРСР, курси підвищення кваліфікації організаторів охорони здоров'я УРСР, підготовче відділення, аспірантура, центральна науково-дослідна лабораторія, 4 навчальні музеї, бібліотека з 620 тисячами томів.
Студентське наукове товариство імені А. А. Киселя об'єднувало 69 гуртків. У 1973 році створено Музей медицини.
У лютому 1991 року постановою Ради Міністрів УРСР було створено комісію зі святкування 150-річчя Київського медичного університету імені О. О. Богомольця.

### У незалежній Україні
У 1992 році медичний інститут реформовано та створено Український державний медичний університет імені О. О. Богомольця. З 1995 року носить назву Національного медичного університету імені О. О. Богомольця.

## Стоматологічний факультет
Одонтологічний (стоматологічний) факультет у період 1920-1931 років випустив 285 лікарів-стоматологів. У 1931 році від інституту було відокремлено стоматологічний факультет і утворено окремий Київський стоматологічний інститут. До 1941 року окремий інститут випустив близько 1250 стоматологів. Під час евакуації інститут був приєднаний до Харківського медичного інституту, а надалі разом з ним евакуйований до міста Фрунзе. У 1944 році інститут повернувся до Києва. У 1955 році Стоматологічний інститут було знову приєднано до Київського медичного інституту як факультет.
У 1961 році було побудовано окремий стоматологічний корпус, у якому розташувалась стоматологічна поліклініка.

## Керівники
- Черняхівський Євген Григорович (19.03.1920 — 14.12.1921)
- Левитський Леонід Макарович (грудень 1921 — квітень 1927)
- Стрільчук Йосип Васильович (квітень 1927 — жовтень 1928)
- Волковий М. Є. (жовтень 1928 — травень 1930)
- Музиченко Андрій Павлович (червень 1930—1932)
- Кабанник Олександра Йосипівна (1932—1934)
- Кондрашов Іван Степанович (1934—1936)
- Сапронов Сергій Іванович (1936 — 20.07.1937)
- Шашко Павло Ілліч (в.о. 20.07 — 08.1937)
- Дудко Микола Омелянович (в.о. 08 — 09.1937)
- Баранник Петро Іванович(09.1937 — 05.1941)
- Медведь Левко Іванович (05.1941 — 05.1945)
- Кефелі Євген Ілліч (в.о. 01.10 — 19.10.1941; 11.1943)
- Калініченко Терентій Якович (31.08.1945 — 28.04.1953)
- Алексеєнко Іван Пименович (28.04.1953 — 1959)
- Шамрай Євген Федорович (в.о., 9.1955 — 10.1956)
- Братусь Василь Дмитрович (1959—1966)
- Мілько Василь Іванович (1966—1970)
- Лаврик Семен Семенович (21.05.1970 — 1984)
- Гончарук Євген Гнатович (1984—1992)

## Випускники
У період з 1918 до 1944 року Київський медичний інститут (у 1918—1920 — Медичний факультет Університету святого Володимира) закінчили 10888 лікарів. У період з 1918 до 1980 року випускників було близько 47 тисяч.

### Відомі випускники
- Вороний Юрій Юрійович (1921)
- Хохол Олена Миколаївна (1921)
- Буйко Петро Михайлович (1922)
- Базилевич Іван Вікторович (1922)
- Коломійченко Олексій Сидорович (1924)
- Ємченко Андрій Іванович (1925)
- Пучківська Надія Олександрівна (1930)
- Поліщук Йосип Адамович (1931)
- Міхньов Анатолій Львович (1933)
- Медведь Левко Іванович (1939)
- Ромоданов Андрій Петрович (1942)
- Трахтенберг Ісаак Михайлович (1946)
- Бутенко Зоя Андріївна (1949)
- Костюк Платон Григорович (1949)
- Лук'янова Олена Михайлівна (1949)
- Чазов Євгеній Іванович (1953)
- Гончарук Євген Гнатович (1954)
- Березовський Вадим Якимович (1955)
- Мойбенко Олексій Олексійович (1955)
- Чекман Іван Сергійович (1961)
- Возіанов Олександр Федорович (1962)
- Кіндзельський Леонід Петрович (1962)
- Комісаренко Сергій Васильович (1966)
- Глузман Семен Фішельович (1970)
- Свінціцький Анатолій Станіславович (1975)
- Амосова Катерина Миколаївна (1978)
- Ємець Ілля Миколайович (1979)
- Чехун Василь Федорович (1980)
- Лазоришинець Василь Васильович (1980)
- Пархоменко Олександр Миколайович (1981)
- Корпан Микола Миколайович (1982)
- Мусій Олег Степанович (1988)
- Богомолець Ольга Вадимівна (1989)

Див. також Категорія:Випускники Київського медичного інституту